# Phare de Peterhead
Le phare de Peterhead est un phare construit au bout de la jetée nord du port de Peterhead, dans l'ancien comté d'Aberdeenshire (maintenant intégré dans le Grampian, au nord-est de l'Écosse.
Ce phare de port est géré par l'autorité portuaire de Peterhead.

## Histoire
Peterhead (en gaélique écossais: Ceann Phàdraig, en Scots : Peterheid) est un port en eau profonde pouvant accueillir les pétroliers et les gaziers de la mer du Nord;
Le phare du port, construit en 1906 par l'ingénieur civil écossais Robert Stevenson, est une tour ronde en fonte de 17 m de haut érigé en bout de quai, du côté sud de Peterhead. L'édifice est peint en blanc avec une bande noire à sa base. La lanterne d'origine a été enlevée. Il est le phare le plus à l'est de l'Écosse.
Le feu, 24 m au-dessus du niveau de la mer, émet deux flashs rouges toutes les 12 secondes.
Un feu vert, monté sur un grand mât blanc, est en fonction sur la jetée du nord. S'y trouve aussi une corne de brume.
Identifiant : ARLHS : SCO-281 - Amirauté : A3284 - NGA : 2744.

### Lien connexe
- Liste des phares en Écosse